# Neil Ardley
Neil Richard Ardley (Wallington, 26 maggio 1937 – Milford, 23 febbraio 2004) è stato un pianista, compositore e scrittore inglese, autore di più di 100 libri popolari sulla scienza e tecnologia e sulla musica.

## Primi anni
Neil Ardley è nato a Wallington, nel Surrey. Ha frequentato la Wallington County Grammar School e all'età di tredici anni ha iniziato ad imparare il pianoforte e più tardi il sassofono. Si avvicina alla chimica all'Università di Bristol, dove ha anche suonato sia il pianoforte che il sassofono in gruppi jazz, e qui si è laureato nel 1959 con un BSc.

## Carriera

### Musicale
Ardley si trasferisce a Londra e studia arrangiamento e composizione con Raymond Premru e Bill Russo dal 1960 al 1961. Si unì alla John Williams Big Band come pianista, scrivendo sia arrangiamenti che nuove composizioni, e dal 1964 al 1970 fu direttore della neonata New Jazz Orchestra, che impiegava alcuni dei migliori giovani musicisti di Londra, tra cui Ian Carr, Jon Hiseman, Barbara Thompson, Dave Gelly, Michael Gibbs, Don Rendell e Trevor Tomkins.
Alla fine degli anni '60, incoraggiato dal produttore discografico e impresario Denis Preston, Ardley iniziò a comporre seriamente, combinando metodi classici e jazz. Le sue ricche orchestrazioni sono state aumentate negli anni '70 con l'aggiunta di sintetizzatori. Tuttavia, quando ha iniziato a lavorare su un album tutto elettronico nel 1980, il contratto di registrazione di Ardley è stato improvvisamente rescisso, ripiegando sulla sua carriera di scrittore ed editore. Ha continuato a suonare e comporre, soprattutto con Zyklus, il gruppo di jazz elettronico che ha formato con il compositore (ed ex allievo) John L. Walters, il musicista del Derbyshire Warren Greveson e Ian Carr.
Alla fine degli anni ’90, cantando nei cori locali, Ardley iniziò a comporre musica corale, occupando la maggior parte della sua attenzione musicale fino alla sua morte. Al momento della sua morte, Ardley aveva cominciato a suonare e registrare di nuovo con uno Zyklus snellito composto da se stesso, Warren Greaveson e Nick Robinson.

### Scrittore
Ardley si unì alla redazione della World Book Encyclopedia nel 1962, quando la filiale londinese dell'editore americano stava producendo un'edizione internazionale. Ci sono voluti quattro anni, durante i quali ha sviluppato la capacità di redigere e scrivere materiale introduttivo per ragazzi. Dopo un breve periodo di lavoro per Hamlyn, nel 1968 diventa editore freelance (il che gli permette di continuare la sua carriera musicale). Negli anni Settanta si dedica alla scrittura di libri introduttivi, soprattutto per ragazzi, sulla storia naturale (in particolare gli uccelli), sulla scienza e tecnologia e sulla musica, come What Is It?.
Proprio come la sua composizione e le sue performance sono state portate avanti dall'introduzione e dallo sviluppo della tecnologia, è stato così anche con la sua carriera editoriale, quando i computer hanno cominciato a diventare sempre più importanti. Nel 1984 Ardley iniziò a scrivere principalmente per Dorling Kindersley, producendo una serie di libri che includevano il best seller (oltre tre milioni di copie in tutto il mondo) e il pluripremiato Come funzionano le cose (The Way Things Work), illustrato da David Macaulay.
Quando andò in pensione nel 2000 Ardley aveva scritto 101 libri, con circa dieci milioni di copie vendute.

## Vita privata
Nel 1960 Ardley sposò Bridget Gantley, con la quale ebbe una figlia. Nel 2003 ha sposato Vivian Wilson. Morì a Milford nel Derbyshire.

## Opere corali
Le composizioni corali selezionate includono:
- Creation Mass (2001), un'ambientazione di 11 poesie del collaboratore a lungo termine Patrick Huddie
- Cantabile (2003), commissionato dalla Bakewell Choral Society per celebrare il suo 25º anniversario

## Discografia
- 1965 – Western Reunion (New Jazz Orchestra)
- 1968 – Le Déjeuner sur l'Herbe (New Jazz Orchestra)
- 1970 – Greek Variations (con Ian Carr & Don Rendell)
- 1971 – A Symphony of Amaranths
- 1973 – Mike Taylor Remembered (con Jon Hiseman, Barbara Thompson, Ian Carr, Henry Lowther, Dave Gelly e Norma Winstone)
- 1976 – Kaleidoscope of Rainbows (con Ian Carr & Nucleus, prodotto da Paul Buckmaster)
- 1978 – Harmony of the Spheres (con Ian Carr, Tony Coe, Barbara Thompson, Norma Winstone, Pepi Lemer, Trevor Tomkins, Geoff Castle, Bill Christian, Richard James Burgess e John Martyn)
- 1991 – Virtual Realities (Zyklus) (con Ian Carr, John L. Walters e Warren Greveson)
- 2001 – Creation Mass (testo di Patrick Huddie)